# Idol 2024
Idol 2024 var den 20:e säsongen av TV-programmet Idol i Sverige. I november 2023 öppnades möjligheten att ansöka om att tävla i programmet, vilken sedan avslutades i början av mars 2024. Auditions och slutauditions för programmet genomfördes mellan mars och maj 2024, denna gång enbart i Stockholm, medan TV-sändningarna pågick på lördagar under hösten 2024, mellan den 31 augusti och 7 december.
I samband med auditioninspelningarna presenterade TV4 Pär Lernström som programledare för säsongen, samt att juryn skulle utgöras av kvartetten Anders Bagge, Katia Mosally, Peg Parnevik och Ash Pournouri. De två sistnämnda var nya jurymedlemmar efter Kishti Tomita, som satt med som jurymedlem mellan åren 2004 och 2007 samt 2017 och 2023, och Alexander Kronlund, som satt i juryn mellan 2017 och 2023. Under auditionprogrammen medverkade även Mauri Hermundsson som sidekick till Pär Lernström.

## Nyheter
Den här säsongen har fått flera nyheter presenterade både inför och under pågående tävling:
- Samtliga sändningar under säsongen sker på lördagar istället för på vardagar.
- Denna säsong blev den första där samtliga program, både de förinspelade auditions och slutaudition samt de direktsända veckofinalerna och finalen, enbart spelades in och sänds från Stockholm.
- Det blev även den första säsongen som inte sände någon kvalvecka. Istället var det programmets jury som utsåg topp 14 till veckofinalerna, vilket skedde i samband med beskedet i slutaudition.
- Säsongens veckofinaler och final äger rum i Filadelfia Convention Center i Stockholm efter att flera tidigare säsongers veckofinaler har sänts från en TV-studio i Spånga. Det är även den första Idolsäsongen sedan 2020 där finalen inte äger rum i en större arena såsom den annars gjort i alla säsonger TV4 har producerat mellan 2007 och 2011 samt sedan 2013 (med undantag för säsongsfinalen 2020 som till följd av den då pågående coronaviruspandemin och de publikrestriktioner som just då rådde omöjliggjorde att hålla finalen i en större arena[21]).
- För att fira den tjugonde säsongen av svenska Idol delade juryn under auditionturnén ut tre så kallade jubileumsbiljetter vilka gav innehavarna fördelar i slutaudition, som innebar att dessa deltagare fick skippa det första momentet Chorus line samt välja duettpartner inför det andra momentet före alla andra.
- Med undantag för ett avsnitt har juryn inte längre någon livboj som kan användas för att rädda en utröstad deltagare.
- Vinnaren kommer förutom vinnarlåten att få en låt skriven av tre av jurymedlemmarna. Låten är planerad att släppas efter finalen då låten ska anpassas till vinnaren istället för att skriva en låt som ska anpassas efter fler deltagare.

## Uttagningarna
För femte säsongen i följd tillämpade produktionen ett så kallat digitalt kösystem för de personer som ville söka till programmet. Det innebar att varje person spelade in en hemmainspelad audition som skickades till programmets redaktion som i sin tur avgjorde vilka deltagare som skulle få träffa TV-juryn vid inspelningarna. Dessa inspelningar hölls i Stockholm i mars och april 2024. TV4 öppnade dock möjligheten att söka spontant via ett moment kallat Sista chansen.
Enligt programmets regler måste en deltagare vara minst 16 år gammal (senast uppfyllt den 1 september samma år) och vara folkbokförd i Sverige. Deltagaren får heller inte ha ett pågående skivkontrakt, däremot finns inga regler om vederbörande har haft tidigare skivkontrakt.

### Slutaudition
Under säsongens slutaudition var det i vanlig ordning programmets jury som enhälligt avgjorde vilka deltagare som skulle kvala vidare till de direktsända momenten. Nytt var dock att juryn fick besluta vilka 14 deltagare (av de totalt 68 som hade fått en guldbiljett under första auditions) som får tävla i veckofinalerna, detta istället för att låta tittarna avgöra saken under en kvalvecka. Det var den första säsongen som TV4 valde att inte ha med någon kvalvecka i Idol. De personer juryn valde vidare till veckofinalerna är (deltagarnas respektive åldrar och bostadsorter var de som uppgavs vid sändningstillfället, i det här fallet hösten 2024):
- Benjamin Löfquist, 27 år, Stockholm (Åhus)
- Ella Ekholm, 19 år, Stockholm
- Joel Nordenberg, 21 år, Stockholm
- Leo Tekiel, 22 år, Uppsala (Luleå)
- Leon Cotter, 19 år, Stockholm
- Lucas Schönefeld, 19 år, Helsingborg
- Lukas Söderholm, 23 år, Norrtälje[a]
- Margaux Flavet, 16 år, Stockholm
- Minou Nilsson, 18 år, Stockholm[b]
- Olivia Oyemade Merenius, 23 år, Haninge
- Paulina Velasquez Gallegos, 18 år, Partille
- Robin Hörnkvist, 28 år, Örnsköldsvik
- Robin Sohlberg, 23 år, Arvika
- Victoria Grace Larsson, 24 år, Stockholm

## Veckofinalerna
Veckofinalerna direktsänds i TV4 mellan den 12 oktober och 30 november 2024 från Filadelfia Convention Center i Stockholm. Likt många tidigare säsonger delas sändningarna upp i två delar: en huvudsändning som pågår mellan klockan 20.00 och 22.00 och en resultatshow som pågår mellan klockan 22.15 och 22.50. I huvudsändningen uppträder deltagarna medan i resultatdelen uppträder eventuella gästartister samt blir resultaten presenterade. Nytt för denna säsongs veckofinaler är att mer än en deltagare per program kan röstas ut. I varje sändning kan tittarna rösta genom att ringa in röster, skicka SMS-röster samt genom att ge så kallade digitala röster via TV4 Play (där man kan ge upp till fem röster per deltagare).

### Veckofinal 1: Det här är jag
Sändes i TV4 den 12 oktober. Deltagarna listas i startordning.
1. Ella Ekholm – "Fortunate Son" (CCR)
2. Olivia Oyemade Merenius – "Signed, Sealed, Delivered" (Stevie Wonder)
3. Leon Cotter – "When I Was Your Man" (Bruno Mars)
4. Paulina Velasquez Gallegos – "Rumour Has It" (Adele)
5. Robin Hörnkvist – "Rosanna" (Toto)
6. Margaux Flavet – "Who's Lovin' You" (The Miracles) (The Jackson 5's version)
7. Robin Sohlberg – "White Horse" (Chris Stapleton)
8. Minou Nilsson – "Love in the Dark" (Adele)
9. Lucas Schönefeld – "Rebel Yell" (Billy Idol)
10. Benjamin Löfquist – "Bohemian Rhapsody" (Queen)
11. Joel Nordenberg – "Die in Your Arms" (Justin Bieber)
12. Leo Tekiel – "Creep" (Radiohead)
13. Victoria Grace Larsson – "Utan dina andetag" (Kent) (Eah Jés version)
14. Lukas Söderholm – "Iris" (Goo Goo Dolls)

#### Utröstningen
Här nedan listas de tre sist utropade deltagarna, varav den som erhöll minst antal tittarröster.
| Leon Cotter | Benjamin Löfquist | Robin Hörnkvist |

Fotnot: Den deltagare som är markerad med mörkgrå färg (den längst till vänster) tvingades lämna tävlingen.

#### Flest röster
I samband med resultatsändningen i den första veckofinalen presenterades de tre deltagare som hade fått flest röster, dock utan inbördes placeringsordning. Denna gång var det Lukas Söderholm, Robin Sohlberg och Margaux Flavet som hade fått flest röster av tittarna.

### Veckofinal 2: 80-tal
Sändes i TV4 den 19 oktober. Deltagarna listas nedan i startordning med deras respektive låtval. Denna gång gästades programmet av artisterna Magnus Uggla och Sofie Svensson, som framförde sin senaste låt "Galet jävla kär". Uggla satt även själv med som gästdomare i juryn.
1. Minou Nilsson – "It's Raining Men" (The Weather Girls)
2. Robin Sohlberg – "Flashdance... What a Feeling" (Irene Cara)
3. Victoria Grace Larsson – "Säg mig var du står" (Carola)
4. Benjamin Löfquist – "Take on Me" (A-ha)
5. Leo Tekiel – "Kiss" (Prince)
6. Robin Hörnkvist – "Separate Ways" (Journey)
7. Olivia Oyemade Merenius – "Beat It" (Michael Jackson)
8. Lukas Söderholm – "I Just Died in Your Arms" (Cutting Crew)
9. Paulina Velasquez Gallegos – "The Winner Takes It All" (ABBA)
10. Ella Ekholm – "Welcome to the Jungle" (Guns N' Roses)
11. Lucas Schönefeld – "Free Fallin'" (Tom Petty)
12. Joel Nordenberg – "Man in the Mirror" (Michael Jackson)
13. Margaux Flavet – "I Wanna Dance with Somebody" (Whitney Houston)

#### Utröstningen
Här nedan listas de fyra sista utropade deltagarna, varav de två som, utan inbördes ordning, erhöll minst antal tittarröster.
| Benjamin Löfquist | Robin Hörnkvist | Olivia Oyemade Merenius | Lucas Schönefeld |

Fotnot: De två deltagare som är markerade med mörkgrå färg (de längst till vänster) tvingades lämna tävlingen.

### Veckofinal 3: På svenska
Sändes i TV4 den 26 oktober. Deltagarna listas nedan i startordning med deras respektive låtval som denna gång var låtar som framfördes på svenska. Sändningen gästades även av artisten Miriam Bryant som uppträdde med sin senaste singel "Regnblöta skor".
1. Joel Nordenberg – "Om jag somnar" (Victor Leksell)
2. Paulina Velasquez Gallegos – "Trädgården en fredag" (Veronica Maggio)
3. Leo Tekiel – "Bara himlen ser på" (Eric Gadd)
4. Ella Ekholm – "En apa som liknar dig" (Olle Ljungström)
5. Lucas Schönefeld – "Stockholm" (Jonathan Johansson)
6. Margaux Flavet – "Det kommer aldrig va över för mig" (Håkan Hellström)
7. Lukas Söderholm – "Spela min favoritvals" (Albin Lee Meldau)
8. Victoria Grace Larsson – "Utan dig" (Molly Sandén)
9. Robin Sohlberg – "Genom eld och vatten" (Sarek)
10. Minou Nilsson – "Här kommer natten" (Pugh Rogefeldt) (Miss Lis version)
11. Olivia Oyemade Merenius – "Ser du månen där du är ikväll? (Tillsammans igen)" (Thomas Stenström)

#### Utröstningen
Här nedan listas de två sist utropade deltagarna, varav den som erhöll minst antal tittarröster.
| Paulina Velasquez Gallegos | Lucas Schönefeld |

Fotnot: Den deltagare som är markerad med mörkgrå färg (den längst till vänster) tvingades lämna tävlingen.

### Veckofinal 4: Dueller
Sändes i TV4 den 2 november. Nedan presenteras regler för programmet samt deltagarna i startordning tillsammans med respektive låtval. Förutom deltagarnas uppträdanden gästades programmet av vinnaren av Idol 2023, Cimberly Wanyonyi, som framförde sin senaste singel "Bye Bye Bye".

#### Omgång 1
I den första omgången ställdes deltagarna två och två i dueller där tittarna fick rösta fram en vinnare per duell. Vinnaren blev klar för tävlan i nästkommande veckofinal medan tvåan fick tävla vidare i den andra omgången. Nedan presenteras deltagarna i startordning i respektive duell, något som lottades under föregående veckofinals resultatshow, tillsammans med respektive låtval. Nytt för sändningen var att man kunde bara rösta i aktuell duell och inte på alla tio deltagare samtidigt.
|  | Satt säkert |
|  | Hängde löst |

| # | Duell 1                                                | Duell 2                                               | Duell 3                                                             | Duell 4                                    | Duell 5                                           |
| - | ------------------------------------------------------ | ----------------------------------------------------- | ------------------------------------------------------------------- | ------------------------------------------ | ------------------------------------------------- |
| 1 | Victoria Grace Larsson "Survivor" (Destiny's Child)    | Ella Ekholm "Are You Gonna Go My Way" (Lenny Kravitz) | Olivia Oyemade Merenius "Something's Got a Hold on Me" (Etta James) | Lukas Söderholm "The Door" (Teddy Swims)   | Leo Tekiel "Dream On" (Aerosmith)                 |
| 2 | Robin Sohlberg "Wrong Ones" (Post Malone & Tim McGraw) | Joel Nordenberg "Amen" (Jireel)                       | Lucas Schönefeld "Fallin'" (Alicia Keys)                            | Minou Nilsson "Oscar Winning Tears" (Raye) | Margaux Flavet "I'd Rather Go Blind" (Etta James) |

#### Omgång 2
I den andra omgången fick de fem deltagare som inte gick vidare i duellerna tävla om fyra platser som fanns kvar. Tidigare röster nollställdes och en ny röstningsomgång hölls där den deltagare som fick minst antal röster åkte ut. Här nedan listas de deltagarna som hängde löst, varav den som erhöll minst antal tittarröster.
| Lucas Schönefeld | Ella Ekholm | Victoria Grace Larsson | Leo Tekiel | Minou Nilsson |

Fotnot: Den deltagare som är markerad med mörkgrå färg (den längst till vänster) tvingades lämna tävlingen.

### Veckofinal 5: Juryns val
Sändes i TV4 den 9 november, denna gång med Joakim Lundell som gästprogramledare och 2009 års Idol-vinnare Erik Grönwall som gästartist. Temat för veckofinalen var "Juryns val", vilket innebar att de fyra jurymedlemmarna anonymt gav varsitt förslag på låtar som deltagarna skulle framföra i sändningen. Inför lördagssändningen fick sedan varje deltagare själv avgöra vilken av de fyra förslagen som denne skulle framföra. Den låt som deltagaren valde ut gav sedan en poäng till den jurymedlemmen som hade gett förslaget, och den jurymedlem som fick flest poäng totalt fick ett pris: att kunna rädda kvar en av de två deltagare som fick minst antal röster. Detta stod i kontrast till det initiala meddelandet att de två som fick minst antal röster skulle lämna. Nedan listas deltagarna enligt startordning samt vilka låtar de hade att välja bland.
1. Lukas Söderholm – "Story of My Life" (One Direction) (Katias val)
2. Victoria Grace Larsson – "Easy on Me" (Adele) (Bagges val)
3. Ella Ekholm – "Rebel Girl" (Bikini Kill) (Pegs val)
4. Margaux Flavet – "Halo" (Beyoncé) (Katias val)
5. Olivia Oyemade Merenius – "You Give Me Something" (James Morrison) (Bagges val)
6. Leo Tekiel – "Girl Crush" (Little Big Town) (Harry Styles version) (Pegs val)
7. Minou Nilsson – "Wrecking Ball" (Miley Cyrus) (Katias val)
8. Robin Sohlberg – "Something in the Orange" (Zach Bryan) (Katias val)
9. Joel Nordenberg – "U Got It Bad" (Usher) (Katias val)

#### Juryns låtval till deltagarna
|  | Artistens val |

| Deltagare               | Låtförslag från juryn                  | Låtförslag från juryn                                 | Låtförslag från juryn                            | Låtförslag från juryn                    |
| ----------------------- | -------------------------------------- | ----------------------------------------------------- | ------------------------------------------------ | ---------------------------------------- |
| Lukas Söderholm         | "Story of My Life" (One Direction)     | "I Fall Apart" (Post Malone)                          | "Take Me to Church" (Hozier)                     | "Broken Strings" (James Morrison)        |
| Victoria Grace Larsson  | "Because of You" (Kelly Clarkson)      | "Symphony" (Zara Larsson)                             | "Puss & kram" (Daniela Rathana)                  | "Easy on Me" (Adele)                     |
| Ella Ekholm             | "Smells Like Teen Spirit" (Nirvana)    | "Rebel Girl" (Bikini Kill)                            | "Nobody's Wife" (Anouk)                          | "100" (Ana Diaz)                         |
| Margaux Flavet          | "Halo" (Beyoncé)                       | "Good Luck, Babe!" (Chappell Roan)                    | "You've Got the Love" (Florence and the Machine) | "Eternal Flame" (The Bangles)            |
| Olivia Oyemade Merenius | "Try Again" (Aaliyah)                  | "Still" (Seinabo Sey)                                 | "Love on the Brain" (Rihanna)                    | "You Give Me Something" (James Morrison) |
| Leo Tekiel              | "Purple Rain" (Prince)                 | "Girl Crush" (Little Big Town) (Harry Styles version) | "Lost on You" (LP)                               | "Strövtåg i hembygden" (Mando Diao)      |
| Minou Nilsson           | "Wrecking Ball" (Miley Cyrus)          | "Cruel Summer" (Taylor Swift)                         | "Release Me" (Oh Laura)                          | "Unhealthy" (Anne-Marie, Shania Twain)   |
| Robin Sohlberg          | "Something in the Orange" (Zach Bryan) | "Cowgirls" (Morgan Wallen, ERNEST)                    | "Sex on Fire" (Kings of Leon)                    | "Forget Me" (Lewis Capaldi)              |
| Joel Nordenberg         | "U Got It Bad" (Usher)                 | "Anyone" (Justin Bieber)                              | "7 Days" (Craig David)                           | "Perfectly Imperfect" (Declan J Donovan) |

#### Utröstningen
Här nedan listas de två sist utropade deltagarna som hade erhållit minst antal tittarröster. Som vinnare av jury-tävlingen fick jurymedlemmen Katia Mossally möjligheten att dela ut en så kallad livboj till den hon ville skulle få en ny chans att tävla i den kommande veckofinalen. Hon valde att rädda Ella.
| Olivia Oyemade Merenius | Ella Ekholm |

Fotnot: Den deltagare som är markerad med mörkgrå färg (den längst till vänster) tvingades lämna tävlingen.

### Veckofinal 6: Duetter
Sändes i TV4 den 16 november. Temat för denna veckofinal var att deltagarna skulle sjunga duetter tillsammans med etablerade artister. De fyra första duettpartnerna avslöjades under slutet av föregående veckofinal, medan resten av duettparen avslöjades några dagar senare, tillsammans med respektive låtval. Under sändningen medverkade influencern Frida Jernspets som sidekick i studion. Nedan listas deltagarna i respektive startordning, tillsammans med både duettpartner och låtval.
1. Ella Ekholm & Maja Ivarsson – "Seven Days a Week" (The Sounds)
2. Victoria Grace Larsson & Albin Johnsén – "Din soldat" (Albin Johnsén, Kristin Amparo)
3. Leo Tekiel & Eric Gadd – "Do You Believe in Me" (Eric Gadd)
4. Minou Nilsson & Christopher – "It Could Have Been Us" (Christopher)
5. Robin Sohlberg & Dotter – "We're in This Together" (Dotter)
6. Joel Nordenberg & Jireel – "Santa Catalina" (Jireel)
7. Margaux Flavet & Sabina Ddumba – "Not Too Young" (Sabina Ddumba)
8. Lukas Söderholm & Estraden (Louise Lennartsson) – "Bra för dig" (Estraden, Victor Leksell)

#### Utröstningen
Här nedan listas de fyra sista utropade deltagarna, varav de två som, utan inbördes ordning, erhöll minst antal tittarröster. På grund av tekniska problem kunde man inte rösta via TV4 Play under sändningen, däremot fungerade telefon- och SMS-röstningen som vanligt.
| Ella Ekholm | Lukas Söderholm | Minou Nilsson | Victoria Grace Larsson |

Fotnot: De två deltagare som är markerade med mörkgrå färg (de längst till vänster) tvingades lämna tävlingen.

### Veckofinal 7: Disney-kväll/Idol 20 år!
Sändes i TV4 den 23 november. Deltagarna är listade i startordning. Temat för denna veckofinal var ett så kallat "dubbeltema", där deltagarna både skulle sjunga låtar från Walt Disney Company, samt låtar från några av programmets mest ikoniska ögonblick (20-årsjubileum). Idolerna inledde programmet med att sjunga Disney-sången "Ser du stjärnan i det blå?". Utöver detta fick idolstudion även besök av en gästartist, vilket denna gång var Darin som sjöng ett medley av sina låtar.
1. Robin Sohlberg – "On My Way" (Björnbröder) och "When I Held Ya" (Moa Lignell)
2. Minou Nilsson – "The Climb" (Hannah Montana: The Movie) och "Lady Marmalade" (Labelle) (Christina Aguilera, Lil' Kim, Mýa och Pinks version)
3. Joel Nordenberg – "Circle of Life" (Lejonkungen) och "Så som i himlen" (Danny Saucedo)
4. Victoria Grace Larsson – "Part of Your World" (Den lilla sjöjungfrun) och "För evigt" (Hanna Ferm)
5. Leo Tekiel – "The Bare Necessities" (Djungelboken) och "Wicked Game" (Chris Isaak)
6. Margaux Flavet – "How Far I'll Go" (Vaiana) och "Valerie" (The Zutons) (Mark Ronson och Amy Winehouses version)

#### Utröstningen
Här nedan listas de två sist utropade deltagarna, varav den som erhöll minst antal tittarröster.
| Victoria Grace Larsson | Minou Nilsson |

Fotnot: Den deltagare som är markerad med mörkgrå färg (den längst till vänster) tvingades lämna tävlingen.

### Veckofinal 8 (semifinal): Min hjälte/Tittarnas val
Sändes i TV4 den 30 november. Deltagarna listas i startordning. Temat för denna veckofinal, tillika semifinal, var liksom föregående veckofinal ett så kallat "dubbeltema", som till en början gick ut på att deltagarna sjöng varsin hyllningslåt till en eller flera anhöriga personer i sitt liv, för att sedan framföra låtar som helt och hållet hade valts ut av tittarna, i det så kallade "Tittarnas val". Låtvalen fanns tillgängliga att se/rösta på på TikTok. Dessa låtförslag presenteras längre ner i en infogad wikimall, tillsammans med den deltagare som framförde dem. De två med minst antal röster tvingades lämna tävlingen.
1. Joel Nordenberg – "Just the Way You Are" (Bruno Mars) och "PILLOWTALK" (Zayn)
2. Margaux Flavet – "What Was I Made For?" (Billie Eilish) och "Fix You" (Coldplay)
3. Leo Tekiel – "Thinkin Bout You" (Frank Ocean) och "Sign of the Times" (Harry Styles)
4. Minou Nilsson – "Let It Be" (The Beatles) och "I Can't Fall in Love Without You" (Zara Larsson)
5. Robin Sohlberg – "Remember Him That Way" (Luke Combs) och "I Remember Everything" (Zach Bryan)

#### Tittarnas låtförslag till deltagarna
| Deltagare       | Låtförslag #1                        | Låtförslag #2                                     | Låtförslag #3                                   | Låtförslag #4                                    |
| --------------- | ------------------------------------ | ------------------------------------------------- | ----------------------------------------------- | ------------------------------------------------ |
| Joel Nordenberg | "Let Me Love You" (Mario)            | "So Sick" (Ne-Yo)                                 | "PILLOWTALK" (Zayn)                             | "Mirrors" (Justin Timberlake)                    |
| Margaux Flavet  | "Stay" (Rihanna)                     | "Fix You" (Coldplay)                              | "Love on the Brain" (Rihanna)                   | "Hopelessly Devoted to You" (Olivia Newton-John) |
| Leo Tekiel      | "Sign of the Times" (Harry Styles)   | "Smalltown Boy" (Bronski Beat)                    | "Lover, You Should've Come Over" (Jeff Buckley) | "Matilda" (Harry Styles)                         |
| Minou Nilsson   | "Hometown Glory" (Adele)             | "I Can't Fall in Love Without You" (Zara Larsson) | "Bad Romance" (Lady Gaga)                       | "That's So True" (Gracie Abrams)                 |
| Robin Sohlberg  | "I Remember Everything" (Zach Bryan) | "Bless the Broken Road" (Rascal Flatts)           | "You Should Probably Leave" (Chris Stapleton)   | "Coal" (Dylan Gossett)                           |

#### Utröstningen
Här nedan listas de två som fick minst antal röster och tvingades lämna tävlingen.
| Robin Sohlberg | Leo Tekiel |

## Finalen
Finalen ägde rum lördagen den 7 december i Filadelfia Convention Center i Stockholm, vilket för övrigt är samma plats där veckofinalerna har hållits. Det är därmed första gången sedan 2020 som finalen inte äger rum på annan plats än den studio som veckofinalerna har hållits. Efter de första två omgångarna tvingades den deltagare som fått minst antal röster lämna tävlingen. Omgångarna var: eget val, en låt som framförts tidigare under säsongen som tittarna har valt samt vinnarlåten. Deltagarna presenteras nedanför i startordning, tillsammans med respektive låtar i respektive omgångar.

### Omgång 1: Eget val
1. Margaux Flavet – "At Last" (Glenn Miller och hans orkester) (Etta James version)
2. Joel Nordenberg – "Where Do I Fit In" (Justin Bieber feat. Tori Kelly, Chandler Moore & Judah Smith)
3. Minou Nilsson – "Bound to You" (Christina Aguilera)

### Omgång 2: Da capo
1. Margaux Flavet – "Det kommer aldrig va över för mig" (Håkan Hellström)
2. Joel Nordenberg – "Amen" (Jireel)
3. Minou Nilsson – "Lady Marmalade" (Labelle) (Christina Aguilera, Lil' Kim, Mýa och Pinks version)

### Omgång 3: Vinnarlåten
1. Margaux Flavet – "I'll Write Your Name Across the Sky"
2. Joel Nordenberg – "I'll Write Your Name Across the Sky"

### Resultat
Här nedan listas den deltagare som erhöll flest antal tittarröster och därmed vann Idol 2024.
| Vinnaren       |
| Margaux Flavet |